# Batalla de Jersón
La batalla de Jersón fue un enfrentamiento militar que duró entre 24 de febrero al 2 de marzo de 2022, durante la invasión rusa de Ucrania de 2022. Las fuerzas rusas invadieron el óblast de Jersón desde el sur a través de Crimea.
Tras asegurar la ciudad, las tropas rusas avanzaron hasta Nicolaiev, la siguiente capital regional en el sur de Ucrania donde se desató una batalla en la que las tropas ucranianas mantuvieron el control de la ciudad. Tras 8 meses de ocupación, la ciudad de Jersón fue retomada por las fuerzas ucranianas después de que el 9 de noviembre el ministro ruso Shoigú anunciase la retirada de las tropas rusas dentro del marco de la contraofensiva ucraniana del Sur.

## Batalla
En la noche del 24 de febrero, las fuerzas rusas intentaron capturar la ciudad de Jersón para asegurar el puente Antonovskiy, que daría a los rusos un cruce estratégico sobre el río Dnieper y hacia la importante ciudad de cruce de Mykolaiv.
Las fuerzas mecanizadas ucranianas pudieron mantener el puente, lo que obligó a los rusos a avanzar hacia el norte hasta el siguiente cruce más cercano del Dnieper, la ciudad de Nova Kajovka, que los rusos capturaron el 25 de febrero. Más tarde, el 25 de febrero, las fuerzas rusas capturaron una vez más el puente Antonovskiy. La batalla por el control del puente fue descrita como muy feroz.
El 26 de febrero, según el alcalde Igor Kolykhaev, las tropas rusas se retiraron de Jersón después de un ataque aéreo ucraniano contra vehículos blindados rusos, dejando la ciudad bajo control ucraniano. Un funcionario ucraniano afirmó más tarde que una columna del ejército ruso fue derrotada por las fuerzas ucranianas cerca de la ciudad de Oleshky, justo al sur de Jersón.
La fiscal general de Ucrania, Iryna Venediktova, afirmó que el 26 de febrero, las fuerzas rusas mataron a un periodista y conductor de ambulancia cerca del pueblo de Zelenivka, un suburbio al norte de Jersón.
El 1 de marzo las tropas rusas entraron en Jersón. Al día siguiente, según el Ministerio de Defensa ruso, las tropas rusas tomaron la ciudad. Oleksiy Arestovych, asesor del presidente ucraniano, negó la afirmación y afirmó que la lucha continuaba. Un funcionario estadounidense anónimo citado por Reuters declaró que la ciudad seguía siendo disputada.
Finalmente, el 3 de marzo, la ciudad fue tomada por tropas rusas. Se hizo el acuerdo con el alcalde de la ciudad de que la ciudad aceptaría la situación a cambio de que la bandera ucraniana continuase ondeando allí.

## Contraofensivas ucranianas

### Marzo-abril
El 23 de marzo, las fuerzas ucranianas lanzaron contraataques contra las fuerzas rusas en el Óblast de Jersón. El 25 de marzo, un alto funcionario de defensa de EE. UU. afirmó que las fuerzas rusas ya no tenían el control total de Jersón mientras los ucranianos luchaban "ferozmente" para recuperar la ciudad. Sin embargo, los ucranianos en Jersón "cuestionaron la evaluación del Pentágono y dijeron que la ciudad seguía en manos rusas". CNN informó que la situación en la ciudad se mantuvo sin cambios, citando a los residentes que confirmaron que Jersón estaba bajo el control total de Rusia. Según un residente, las fuerzas rusas solo habían perdido algunas aldeas en la provincia, mientras que CNN informó anteriormente que la contraofensiva ucraniana estaba teniendo lugar en la parte más septentrional de la región.

### Noviembre
El 3 de noviembre de 2022, se reportó que las fuerzas rusas retiraron su bandera del edificio administrativo de la ciudad de Jersón y aconsejaron a la gente que quedaba que abandonara la ciudad y cruzara el río hacia la orilla sur. El 8 de noviembre, Kiril Stremousov admitió la superioridad numérica de las fuerzas ucranianas en la región, pero que las fuerzas rusas «repelan con éxito todos los ataques».
El 9 de noviembre, Serguéi Shoigú anunció la retirada de las tropas rusas de la orilla oriental del río Dniéper, y con ello, la retirada de las tropas rusas en la ciudad de Jersón. Ese día, Kiril Stremousov fallecería en un accidente automovilístico en las cercanías de Henichesk.